# Parasiro corsicus
Parasiro is een geslacht van hooiwagens uit de familie Parasironidae. De wetenschappelijke naam Parasiro is voor het eerst geldig gepubliceerd door Hansen & Sørensen in 1904. 
Parasiro is monotypisch met
Parasiro corsicus Hansen & Sørensen 1904. Voorheen waren er nog een aantal andere opgenomen. Deze worden nu overgebracht naar:
- Parasiro coiffaiti => Ebrosiro coiffaiti
- Parasiro minor => Tirrenosiro minor

## Soorten
Parasiro is monotypisch en omvat slechts de volgende soort:
- Parasiro corsicus